# Nama jamaicensis
Nama jamaicensis là loài thực vật có hoa trong họ Namaceae (hoặc phân họ Namoideae của họ Boraginaceae nghĩa rộng). Loài này được Carl Linnaeus mô tả khoa học đầu tiên năm 1759. Nó là loài điển hình của chi Nama.